# ストリート・サヴァイヴァーズ
『ストリート・サヴァイヴァーズ』（Street Survivors）は、アメリカ合衆国のロック・バンド、レーナード・スキナードが1977年に発表した5作目のスタジオ・アルバム。

## 背景
バンドは当初、トム・ダウドをプロデューサーに起用してマイアミのクライテリア・スタジオで本作のレコーディングを行うが、結果に満足できず、アトランタのスタジオ・ワンに移って、バンド自身のプロデュースにより再録音を行った。本作のオリジナルLPのクレジットでは、ミキシングを務めたロドニー・ミルズの名前が「スペシャル・プロダクション・クレジット」という名目で記載された。なお、2008年3月4日に2枚組CDとして発売された本作のデラックス・エディション盤のボーナス・ディスクには、クライテリア・スタジオ録音の初期ヴァージョンも収録された。
「ワン・モア・タイム」のみ1971年にマッスル・ショールズ・サウンド・スタジオで行われたデモ録音からの音源で、エド・キング、グレッグ・T・ウォーカー、リック・メドロックといった初期のメンバーが録音に参加しており、ジミー・ジョンソンとティム・スミスがプロデューサーとしてクレジットされた。

## 飛行機事故
リリースから3日後の1977年10月20日、バンドは全米ツアー中にサウスカロライナ州グリーンビルからルイジアナ州バトンルージュへ飛行機で移動していた途中、ミシシッピ州の沼地で墜落し、メンバーのロニー・ヴァン・ザントとスティーヴ・ゲインズ、バックアップ・ボーカリストのキャシー・ゲインズ、バンドのアシスタント・ロード・マネージャー、飛行機の操縦士と副操縦士の計6名が即死した。また、他のメンバーの大部分は重傷を負ったが、ドラマーのアーティマス・パイルとクルー2名は、飛行機の残骸から脱出して沼地を歩き、出会った地元の農家に救助を求めることができた。そして、この事故をきっかけにバンドは一度解散したが、1987年には生き残ったメンバーのうちゲイリー・ロッシントン、ビリー・パウエル、レオン・ウィルクソン、アーティマス・パイルが、ロニー・ヴァン・ザントの弟ジョニー・ヴァン・ザントと初期メンバーのエド・キングを迎えてバンドを再結成した。

## 反響・評価
アメリカでは総合アルバム・チャートのBillboard 200で自身最高の5位を記録し、本作からのシングル「ホワッツ・ユア・ネイム」はBillboard Hot 100で13位、「ユー・ガット・ザット・ライト」は69位に達した。全英アルバムチャートでは4週トップ100入りし、やはり自身最高の13位を記録した。
Stephen Thomas Erlewineはオールミュージックにおいて5点満点中4.5点を付け「バンドは新ギタリストのスティーヴ・ゲインズを迎えて生命力を取り戻した」「バンドにとって『セカンド・ヘルピング』以来となるまとまりのある作品で、『ナッシン・ファンシー』と同等の生々しさもある」と評している。また、ロバート・クリストガウは本作にAを付け「優れたロード・バンドにありがちな話だが、両面とも最初の2曲は強力で、その後は退屈になっていく」と評している。

## 収録曲
1. ホワッツ・ユア・ネイム - "What's Your Name" (Gary Rossington, Ronnie Van Zant) - 3:33
2. ザット・スメル - "That Smell" (Allen Collins, R. Van Zant) - 5:48
3. ワン・モア・タイム - "One More Time" (G. Rossington, R. Van Zant) - 5:03
4. アイ・ノウ・ア・リトル - "I Know a Little" (Steve Gaines) - 3:27
5. ユー・ガット・ザット・ライト - "You Got That Right" (S. Gaines, R. Van Zant) - 3:47
6. アイ・ネヴァー・ドリームド - "I Never Dreamed" (S. Gaines, R. Van Zant) - 5:22
7. ホンキー・トンク・ナイト・タイム・マン - "Honky Tonk Night Time Man" (Merle Haggard) - 4:05
8. エイント・ノー・グッド・ライフ - "Ain't No Good Life" (S. Gaines) - 4:42

### 2001年リマスターCDボーナス・トラック
1. ジョージア・ピーチズ - "Georgia Peaches" (S. Gaines, R. Van Zant) - 3:12
2. スウィート・リトル・ミッシー - "Sweet Little Missy" (G. Rossington, R. Van Zant) - 5:10
3. ユー・ガット・ザット・ライト（オルタネイト・ヴァージョン） - "You Got That Right" (S. Gaines, R. Van Zant) - 3:28
4. アイ・ネヴァー・ドリームド（オルタネイト・ヴァージョン） - "I Never Dreamed" (S. Gaines, R. Van Zant) - 4:56
5. ジャクソンビル・キッド - "Jacksonville Kid" (M. Haggard, R. Van Zant) - 4:06

### 2008年デラックス・エディション盤ボーナス・ディスク
1. ホワッツ・ユア・ネイム（オリジナル・ヴァージョン） - "What's Your Name" (G. Rossington, R. Van Zant) - 3:33
2. ザット・スメル（オリジナル・ヴァージョン） - "That Smell" (A. Collins, R. Van Zant) - 5:30
3. ユー・ガット・ザット・ライト（オリジナル・ヴァージョン） - "You Got That Right" (S. Gaines, R. Van Zant) - 3:19
4. アイ・ネヴァー・ドリームド（オリジナル・ヴァージョン） - "I Never Dreamed" (S. Gaines, R. Van Zant) - 5:23
5. ジョージア・ピーチズ - "Georgia Peaches" (S. Gaines, R. Van Zant) - 3:15
6. スウィート・リトル・ミッシー（オリジナル・ヴァージョン） - "Sweet Little Missy" (G. Rossington, R. Van Zant) - 5:16
7. スウィート・リトル・ミッシー（デモ） - "Sweet Little Missy" (G. Rossington, R. Van Zant) - 5:12
8. エイント・ノー・グッド・ライフ（オリジナル・ヴァージョン） - "Ain't No Good Life" (S. Gaines) - 5:03
9. ザット・スメル（コンプリート・オリジナル・ヴァージョン） - "That Smell" (A. Collins, R. Van Zant) - 7:31
10. ジャクソンビル・キッド（A.K.A.ホンキー・トンク・ナイト・タイム・マン） - "Jacksonville Kid" (M. Haggard, R. Van Zant) - 4:10
11. ユー・ガット・ザット・ライト（ライヴ） - "You Got That Right" (S. Gaines, R. Van Zant) - 4:41
12. ザット・スメル（ライヴ） - "That Smell" (A. Collins, R. Van Zant) - 6:06
13. エイント・ノー・グッド・ライフ（ライヴ） - "Ain't No Good Life" (S. Gaines) - 5:21
14. ホワッツ・ユア・ネイム（ライヴ） - "What's Your Name" (G. Rossington, R. Van Zant) - 3:29
15. ギミー・スリー・ステップス（ライヴ） - "Gimme Three Steps" (A. Collins, R. Van Zant) - 5:10

## 参加ミュージシャン
- ロニー・ヴァン・ザント - ボーカル
- ゲイリー・ロッシントン - ギター
- アレン・コリンズ - ギター
- スティーヴ・ゲインズ - ボーカル、ギター
- ビリー・パウエル - キーボード
- レオン・ウィルクソン - ベース
- アーティマス・パイル - ドラムス

アディショナル・ミュージシャン
- エド・キング - ギター(#3)
- グレッグ・T・ウォーカー - ベース(#3)
- リック・メドロック - ドラムス(#3)、バッキング・ボーカル(#3)
- レスリー・ホーキンス - バッキング・ボーカル(#2, #3)
- キャシー・ゲインズ - バッキング・ボーカル(#2)
- ジョ・ジョ・ビリングスレイ - バッキング・ボーカル(#2)
- ティム・スミス - バッキング・ボーカル(#3)